# オプナケ

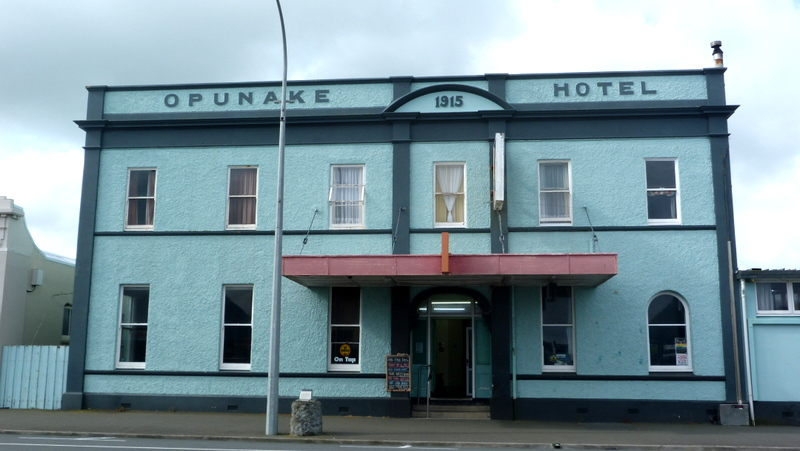
オプナケ.

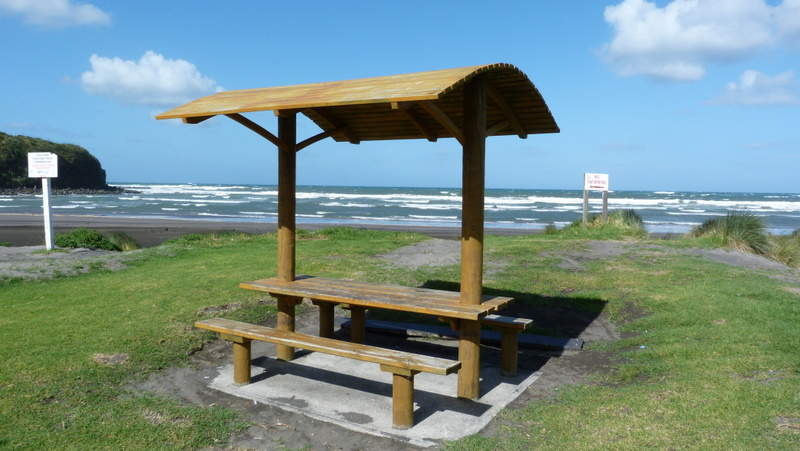
オプナケ沿岸

オプナケ (英: Opunake) は、ニュージーランドの北島のタラナキ地方西南部にある小さな田舎町で、ニュープリマスから約45 km内陸に位置する。ラホトゥからの距離は16kmとなる。町の人口は、2015年において1,390人であった。